# Tiscali (sito archeologico)
Il villaggio di Tiscali è un sito archeologico situato in Sardegna, al confine fra i comuni di Dorgali (che ne detiene il 90% del territorio) e Oliena (il restante 10%).

## Collocazione geografica

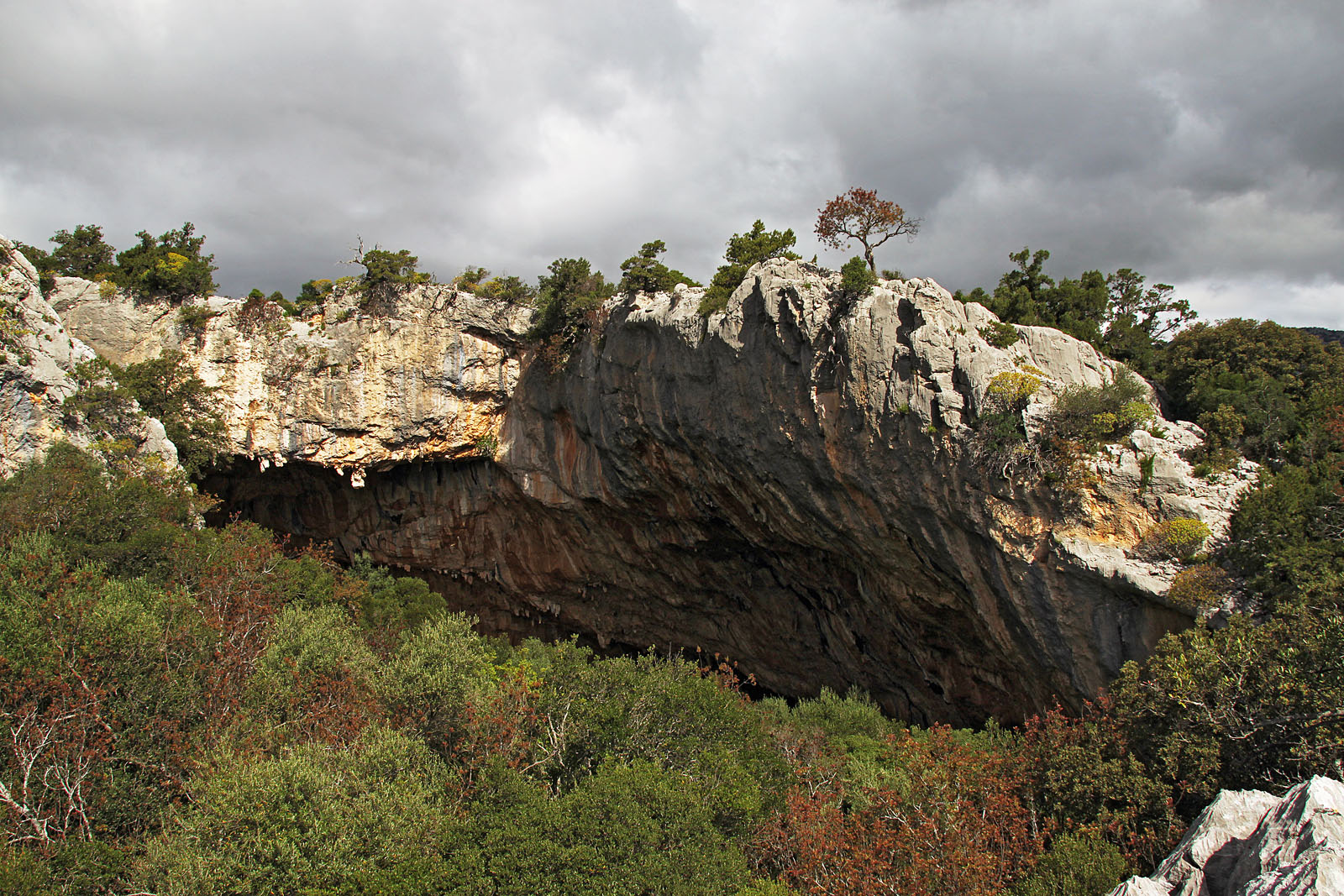
Il monte Tiscali, sulla cui sommità fu costruito il villaggio

Si trova sul monte Tiscali, una piccola montagna alta 518 m s.l.m. al confine tra il Supramonte di Oliena e il Supramonte di Dorgali. Sulla sommità del monte si trova un'enorme dolina carsica all'interno della quale si trovano i resti del villaggio, costruito nel corso dell'Età Nuragica (XV/XIV - IX/VIII secolo a.C.), frequentato e ristrutturato durante l'Età romana (II/I secolo a.C.). Con ogni probabilità il sito è stato frequentato anche nel corso dell'Età prenuragica.

## Il villaggio
Il villaggio è interamente costruito lungo le pareti della dolina e non risulta visibile fino a quando non si raggiunge l'interno della cavità, attraverso un'ampia apertura nella parete rocciosa. Fu visitato nel 1910 da Ettore Pais, quando si trovava ancora in ottime condizioni di conservazione. Il villaggio fu descritto e fotografato soltanto nel 1927, ad opera di Antonio Taramelli. Nel 1999 Susanna Massetti ha effettuato i primi e finora unici scavi nel sito per conto della Soprintendenza per i beni archeologici per le province di Sassari e Nuoro. Nel 2005 Fabrizio Delussu (Museo archeologico di Dorgali) ha realizzato uno studio preliminare dei materiali rinvenuti nel corso degli scavi, esame che gli ha consentito di formulare una nuova interpretazione del sito.
(Goffredo Casalis, 1845.)

## Ritrovamenti, saccheggi e salvaguardia del sito
Decenni di incuria e di saccheggi hanno notevolmente danneggiato il sito che nonostante ciò rimane un luogo dall'atmosfera molto suggestiva. Sulla parete rocciosa della dolina si apre inoltre un ampio finestrone dal quale si domina la sottostante valle di Lanaittu, a pochi chilometri da Dorgali e da Oliena.
Nel 1995 è stato avviato un progetto di recupero e salvaguardia del sito che è stato affidato alla Cooperativa Ghivine di Dorgali, in accordo con il Comune di Dorgali e la Soprintendenza per i Beni Archeologici per le province di Sassari e Nuoro. Il sito è regolarmente gestito con servizio di guardiania notturna. Per l'accesso e la visita al villaggio nuragico è necessario pagare il biglietto di ingresso.